# Euplectromorpha seyrigi
Euplectromorpha seyrigi är en stekelart som beskrevs av Jean Risbec 1952. Euplectromorpha seyrigi ingår i släktet Euplectromorpha och familjen finglanssteklar.
Artens utbredningsområde är Madagaskar. Inga underarter finns listade i Catalogue of Life.